# Yesáulivka
Yesáulivka (en ucraniano: Єсаулівка; en ruso: Есауловка, romanizado: Yesáulovka) es un asentamiento urbano ucraniano perteneciente al óblast de Lugansk. Situado en el este del país, hasta 2020 era parte del raión de Antratsit, pero desde entonces es parte del raión de Rovenki y del municipio (hromada) de Antratsit.
El asentamiento se encuentra ocupado por Rusia desde la guerra del Dombás, siendo administrado como parte de la de facto República Popular de Lugansk y luego ilegalmente integrado en Rusia como parte de la República Popular de Lugansk rusa.

## Geografía
Yesáulivka está a orillas del río Kripenski, a 8 km al suroeste de Antratsit y 60 km al sur de Lugansk. La frontera con el óblast de Donetsk está a unos 5 kilómetros al suroeste de la ciudad.

## Historia
El lugar fue fundado en 1777 como Yevdokivka (en ucraniano: Євдокіївка), llamado así por el nombre de la viuda del primer terrateniente, Eudokia. En 1803 fue renombrado a su nombre actual por el rango del nuevo propietario cosaco, Yesaul. En 1827, los especialistas de la fundición de hierro de Lugansk descubrieron depósitos de plomo cerca del pueblo. A fines del siglo XIX, el científico danés Gramm llevó a cabo una investigación sobre la búsqueda de minerales, iniciada inicialmente por el académico Chernyshov. El académico logró descubrir depósitos de oro en Hostroma Bugra en la cordillera de Nagolni, después de lo cual la búsqueda del metal precioso se convirtió en uno de los tipos de ingresos para los campesinos locales. 
Finalmente se convirtió en un asentamiento de tipo urbano en 1938. En 1937, el trust "Donbaspolimetal" inauguró una mina y una fábrica de beneficio, que existieron sólo hasta 1940, debido a que se agotaron las reservas industriales de materias primas. 
En verano de 2014, durante la guerra del Dombás, los separatistas prorrusos tomaron el control de Yesáulivka y desde entonces está controlado por la autoproclamada República Popular de Lugansk.

## Demografía
La evolución de la población entre 1859 y 2022 fue la siguiente:
| 410                                                           | 757 | 1020 | 1866 | 1668 | 1506 | 1462 | 1428 | 1412 |
| (Fuente: Cities & Towns of Ukraine y UKRAINE: Größere Städte) |     |      |      |      |      |      |      |      |

Según el censo de 2001, la lengua materna de la mayoría de los habitantes, el 57,97%, es el ucraniano; del 41,97% es el ruso.

## Economía
El sector económico del pueblo está representado por la granja "Perehrestenko", que se especializa en la cría de animales, el cultivo de cereales y hortalizas. También en Yesáulivka hay una empresa agrícola "Dombás", que se dedica al cultivo de cereales. La mayoría de la población activa está empleada en las minas de la empresa estatal Antratsit.

## Infraestructura

### Transporte
La estación de tren más cercana está en Antratsit, a 12 km. 